# 盧森堡奧林匹克及體育委員會
盧森堡奧林匹克及體育協會（法語：Comité Olympique et Sportif Luxembourgeois）是盧森堡的國家奧林匹克委員會和體育部門。該組織成立於1912年，是國際奧林匹克委員會和歐洲奧林匹克委員會的成員。1912年，首次派員參加在瑞典斯德哥爾摩舉行的夏季奧運會。
現時，盧森堡奧林匹克及體育協會的總部設在施特拉森，主席是André Hoffmann，他於2012年起出任此職。

## 資料來源
1. ↑  .   [2014-06-13]. （原始内容存档于2009-02-20）.